# Черновицкий район
Черновицкий район (укр. Чернівецький район) — административная единица Черновицкой области Украины.
Административный центр — город Черновцы.

## География
Занимает центральную, северную и южную части области.
Граничит на востоке с Днестровским районом, на западе с Вижницким районом.
Основная река — Прут.

## История
Район образован Постановлением Верховной рады от 17 июля 2020 года в результате административно-территориальной реформы, в его состав вошли территории:
- Герцаевского района,
- Глыбокского района,
- Заставновcкого района,
- Сторожинецкого района,
- Кицманского района (за исключением Брусницкого, Верхнестановецкого и Нижнестановецкого сельских советов),
- Новоселицкого района (за исключением Балковецкого, Драницкого, Мамалыговского, Несвоянского, Подворненского и Стальновского сельских советов).
- Бочковецкого, Грозинецкого и Коленковецкого сельских советов Хотинского района
- а также города областного значения Черновцы.

## Население
Численность населения района — 655,6 тыс. человек.
Национальный состав 2001 года (общие население 643 861)
| Национальность | Количество людей | Процент |
| -------------- | ---------------- | ------- |
| Украинцы       | 438 689          | 68,13 % |
| Румыны         | 114 183          | 17,76 % |
| Молдаване      | 59 789           | 9,28 %  |
| Русские        | 31 200           | 4,84 %  |

## Административное устройство
Район в укрупнённых границах с 17 июля 2020 года делится на 33 территориальные общины (громады), в том числе 6 городских, 4 поселковые и 23 сельские общины (в скобках — их административные центры):
- Городские:
  - Черновицкая городская община (город Черновцы),
  - Герцаевская городская община (город Герца),
  - Заставновская городская община (город Заставна),
  - Кицманская городская община (город Кицмань),
  - Новоселицкая городская община (город Новоселица),
  - Сторожинецкая городская община (город Сторожинец);
- Поселковые:
  - Глыбокская поселковая община (посёлок Глыбокая),
  - Кострижевская поселковая община (посёлок Кострижевка),
  - Красноильская поселковая община (посёлок Красноильск),
  - Неполоковецкая поселковая община (посёлок Неполоковцы);
- Сельские:
  - Боянская сельская община (село Бояны),
  - Ванчиковецкая сельская община (село Ванчиковцы),
  - Великокучуровская сельская община (село Великий Кучуров),
  - Веренчанская сельская община (село Веренчанка),
  - Волоковская сельская община (село Волока),
  - Горишнешеровецкая сельская община (село Горишние Шеровцы),
  - Кадубовецкая сельская община (село Кадубовцы),
  - Каменецкая сельская община (село Каменка),
  - Каменская сельская община (село Каменная),
  - Карапчовская сельская община (село Йорданешты),
  - Магальская сельская община (село Магала),
  - Мамаевская сельская община (село Мамаевцы),
  - Окнянская сельская община (село Окно),
  - Острицкая сельская община (село Острица),
  - Петровецкая сельская община (село Верхние Петровцы),
  - Ставчанская сельская община (село Ставчаны),
  - Сучевенская сельская община (село Сучевены),
  - Тарашанская сельская община (село Тарашаны),
  - Тереблеченская сельская община (село Тереблече),
  - Топоровская сельская община (село Топоровцы),
  - Чагорская сельская община (село Чагор),
  - Чудейская сельская община (село Чудей),
  - Юрковецкая сельская община (село Юрковцы).